# 페트로파블롭스크급 전함
페트로파블롭스크급 전함(Petropavlovsk-class battleship)은 러시아 제국 해군이 취역시킨 전노급 전함이다. 페트로파블롭스크급을 계획하기 직전에 일본 제국 해군이 잇따라 12인치 포함을 구입했기 때문에 러시아 제국 해군은 대응을 세울 필요가 있었다. 러시아 전함으로 당시의 열강 전함과 비교해도 손색이 없을 것으로 평가된 최초의 항공모함급이었다. 3척이 건조되었지만 러일 전쟁에서 2척이 손실되었고, 1척이 일본에 노획된 이후 반환되었다.

## 함형

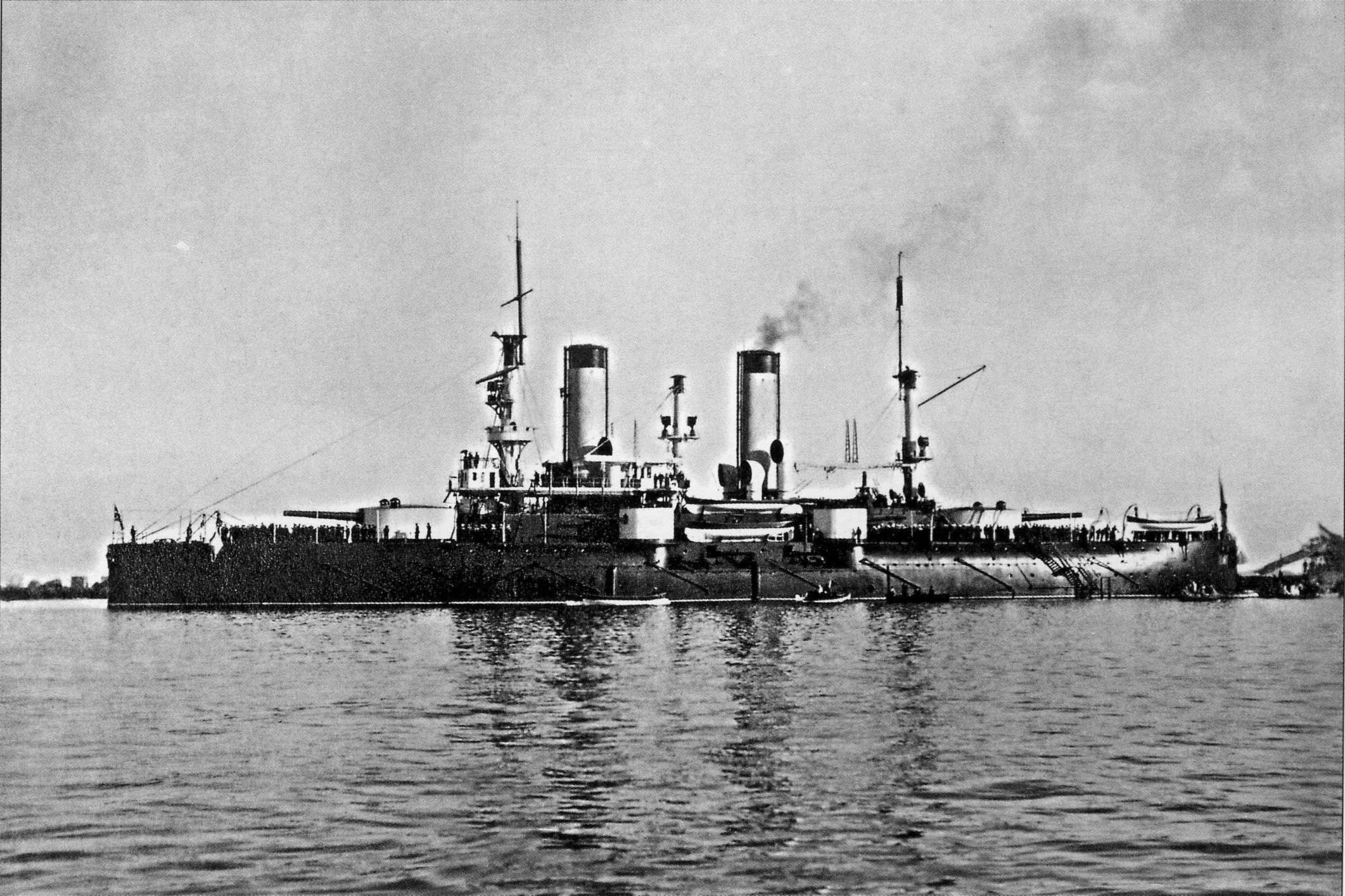
좌현으로 촬영된 페트로파블롭스크

본급의 선체 형상은 건현이 높은 평갑판형 선체이지만, ‘체사레비치’와 마찬가지로 강하게 억지로 짜낸 특징적인 텀블홈형 선체가 되었다. 이것은 수선부에서 위의 구조를 복잡한 곡선을 이용하여 쥐어짜내 선체 중량을 줄일 수 있는 선체 방식이다. 이 시기의 독일 해군, 미국 해군의 전노급 전함과 순양함 등에 많이 채용된 함형이다. 외관상의 특징으로 수선 하부의 함수와 함미는 크게 돌출하고 현측 갑판보다 수선부 장갑 부분이 돌출되어 있는 특징적인 형상을 하고 있다. 따라서 수선면에서 갑판으로 올라옴에 따라서 갑판 면적이 작아지는 경향이 있다. 이것은 현측에 배치된 포의 사정계를 선체에서 좁히지 않고 넓은 사계를 얻을 수 있다. 당시의 장갑 배치 방식은 선체의 앞뒤에 골고루 장갑을 붙이는 ‘전체 방어 방식’이기 때문에 선체가 짧아지면 그만큼 장갑을 붙이는 면적이 줄어들고 선체를 경량화할 수 있다는 목적으로 채택된 방법이다.
거의 수직으로 깎아지른 함수에서 함수 갑판에 305mm 연장 주포탑이 1개, 그 뒤에 사령탑을 넣은 함교에 밀리터리 마스트가 서 있다. 밀리터리 마스트와 마스트의 상부 또는 중간에 경방어 초소를 배치하고, 그곳에 37mm ~ 47mm급 속사포를 배치한 것이다. 이것은 당시 어뢰정에 의한 기습 공격을 요격하기 위해 멀리까지 지켜볼 수 있도록 높은 곳에 어뢰 격퇴용의 속사포 또는 기관포를 둔 것이 시초이다. 형상의 차이가 있지만, 그 시대의 열강 각국의 대형함에 많이 이용되었던 양식이었다.
페트로파블롭스크급 전함의 밀리터리 돛대는 내부 계단을 내장한 원통형으로 되어 있으며, 상부에 망대가 마련되어 있다.정면 밀리터리 마스트의 뒤에 단면이 타원형의 굴뚝이 2개 서 있고, 그 주위는 함재정 창고가 있고, 굴뚝 사이에 편현 1기씩 설치된 크레인이 모두 2기에 의해 부포탑을 피해 수면에 올리거나, 내릴 수 있었다. 현측 갑판에는 부포인 152mm 속사포 12문 중 8문을 연장식의 부포탑에 담아 뒤쪽 편현에 2개씩 모두 4개를, 나머지 4문을 부포탑 2개 사이의 현측 포곽으로 배치하여 2개씩 모두 4기 4문을 배치했다. 함재정 창고 뒤쪽에는 후부 밀리터리 마스트가 서 있고, 그 뒤에 선미 갑판에 305mm 연장 주포탑이 뒷쪽에 1기가 배치되었다. 이러한 배치에 따라 선수미선 방향으로 최대 305mm포 2문, 152mm포 4문을 겨눌 수 있으며, 좌우 방향으로는 최대 305mm포 4문, 152mm포 6문을 겨눌 수 있었다.

## 무장

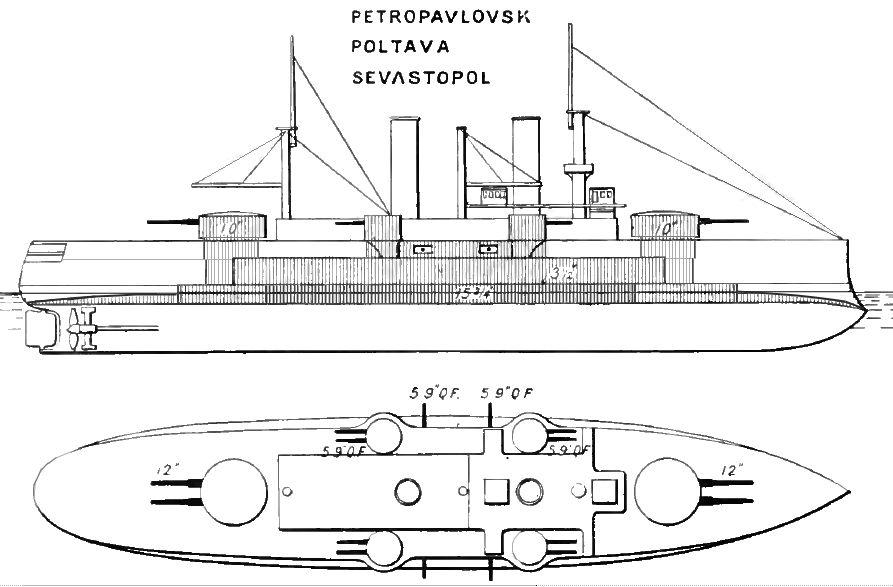
1902년 브래시스 해군 연감에 그려진 교정된 우현 높이와 갑판

### 주포
주포는 전급에 이어 “패턴 1895년형 305mm (40구경) 포”를 채용했다. 그 성능은 331.7kg의 포탄을 앙각 15도에서 14,640m까지 발사할 수 있었으며, 사거리 5,490m에서 201mm의 현측 장갑을 관통할 수 있었다. 이 포를 새로 설계한 연장포탑에 담았다. 부앙 능력은 앙각 15도, 부각 5도이다. 회전 각도는 단체 수미선 방향을 0°로, 좌우 135도의 회전 각도를 가졌으며, 주로 포신의 부앙, 포탑의 선회, 포탄의 양탄, 장전은 주로 증기 펌프 동력에 의한 수압으로 행해졌으며, 양탄은 기계 전력과 함께 보조에 인력을 필요로 했다. 발사 속도는 분당 1발로 설계되었다.

### 부포 외
부포는 “패턴 1892 15.2cm (45구경) 속사포”를 채택했다. 그 성능은 41.4kg의 포탄을 앙각 20도에서 11,520m까지 발사할 수 있었으며, 사거리 5,490m에서 43mm의 장갑을 관통할 수 있었다. 이 포를 새로 설계한 연장 포탑 4개에 담아 다른 현측 중앙부에 단장포가 4개에 탑재했다. 부앙, 선회 능력은 포탑 형식으로 앙각 20도, 부각 6도로, 선회 각도는 135도에, 발사 속도는 분당 3발, 단장포가는 앙각 20도, 부각 5도, 회전 각도는 100도에서 발사 속도는 분당 5발로 설계되었다. 포탑의 선회, 포탄의 양탄, 장전은 주로 전력이었고, 포신의 부앙은 인력을 필요로 했다.
그외 대 어뢰정 요격용으로 프랑스 호치키스 사의 470mm 포를 라이센스 생산한 “패턴 1873년형 470mm (43.5구경) 속사포”를 채택했다. 그 성능은 1.5kg의 포탄을 앙각 10도에서 4,575m까지 발사할 수 있었다. 이 포를 단장포 차체에 20기를 탑재하고, 그 중 4개는 함재정의 무장으로 별도로 배치했다. 부앙 능력은 앙각 25도, 부각은 23도였다. 포신의 부앙, 포탑의 선회, 포탄의 양탄, 장전은 주로 인력을 필요로 했다. 발사 속도는 분당 50발이었다. 기타에 근접 화기로 3.7cm 속사포를 단장포 차체에 28기를 탑재했다. 대지공격용으로 “파라노프스키 6.35cm (19구경) 야포” 2기를 탑재했다. 대함 공격용으로 38.1cm 어뢰발사관을 단장으로 1번 주포탑 측면과 후방 마스트 쪽에 1문씩 총 4문을, 45.7cm 수중 어뢰발사관을 함수 측면에 현마다 1문씩 총 2문을 장착했다.

## 기관
페트로파블롭스크급의 보일러 수는 ‘페트로파블롭스크’와 ‘폴타바’ 12기이고, ‘세바스토폴’만 14기로 달랐다. 보일러실 중앙 격벽과 가로 격벽은 ‘田’자처럼 4개로 구분되며, 보일러실 2실에, 굴뚝 1개가 할당되어 총 2개의 굴뚝이 있었다. 추진 기관은 수직 삼단 팽창식 4기등 왕복 기관 2기 2축 추진으로, 요구 성능은 10,600마력이었지만 여러 차례의 개수를 거치며, ‘페트로파블롭스크’는 11,213마력에서 16노트를 발휘했다.
또한 ‘폴타바’가 일본 해군에 노획되어 ‘단고’가 되었을 때 노후된 보일러를 탑재 형식은 그대로 미야하라식 석탄 전소 수관 통 16개로 환장하고, 이를 통해 추진 기관은 그대로 최대 출력 10,600마력으로 올려 최대 속력도 16.2노트로 향상되었다. 연료는 석탄 950톤 탑재 시에 10노트로 3,000해리의 항속 능력을 얻었다.

## 동급함
1. 페트로파블롭스크(Петропавловск)
1892년 착공하여, 1899년에 취역했다. 태평양 함대 기함으로 활동했지만, 1904년 4월 13일 뤼순항 밖에서 기뢰에 부딪혀 폭침하면서 명장 스테판 마카로프 제독이 전사했다.
2. 폴타바(Полтава)
1892년 착공하여, 1900년에 취역했다. 황해 해전에 참가. 203 고지 함락 후 280mm 포에 의한 포격으로 대파되어 침몰했다. 전쟁 막바지에 인양되어 노획되었다. 일본 해군 이름은 단고. 제1차 세계 대전 때 러시아에 반환되면서 체스마(Цесма)가 된다. 1924년 해체.
3. 세바스토폴(Севастополь)
1892년 착공하여, 1900년에 취역했다. 황해 해전에 참가. 203 고지 함락 후 니콜라이 폰 에센 함장의 지휘 아래여 순항 외부로 탈출 정박 중에 구축함과 어뢰정의 공격에 침몰했다. 노획되는 것을 피하기 위해 뤼순이 함락된 당일 1905년 1월 2일에 앞바다까지 이동하여 자침했으며, 일본은 인양을 포기했다.

## 참고 문헌
- 《세계의 함선》 증보판 제35집 “러시아/소련 전함사” (해인사)
- 《세계의 함선》 증보판 제79집 “일본 전함사” (해인사)
- Conway, All The World's Fightingships 1860-1905, Conway
- Conway, All The World's Fightingships 1906-1921, Conway
- Jane's Fighting Ships of World War I, Jane